# 존 하비 켈로그

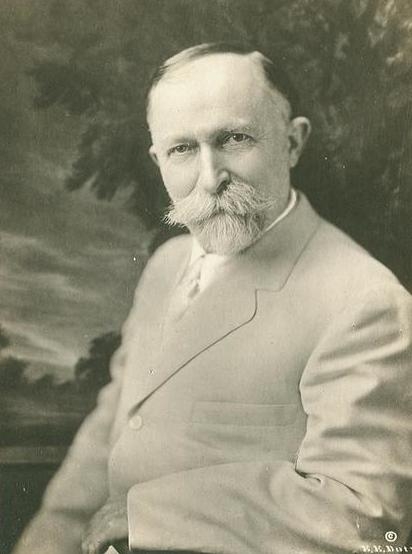
존 하비 켈로그

존 하비 켈로그(영어: John Harvey Kellogg, 1852년 2월 26일 ~ 1943년 12월 14일)는 미국의 제칠일안식일예수재림교 신자이자 의학박사로, 켈로그의 공동 창시자이다. 켈로그의 초대 사장인 윌 키스 켈로그(Will Keith Kellogg)의 형이다. 단백질 섭취가 성적 욕구의 원인이 된다고 생각하여 옥수수로 만든 콘플레이크를 만들었다.